# Zen (émission sur internet)
 (février 2025).
Si vous disposez d'ouvrages ou d'articles de référence ou si vous connaissez des sites web de qualité traitant du thème abordé ici, merci de compléter l'article en donnant les références utiles à sa vérifiabilité et en les liant à la section « Notes et références ».
Zen est une émission bimensuelle diffusée entre 2021 et 2024 sur Twitch. Animée par Maxime Biaggi et Grimkujow, l'émission reprend les codes des late-shows.

## Format
L'émission reprend les codes des talk-shows à l'américaine et invite des créateurs de contenus et des artistes. Le format entrecoupe des moments d'interview avec des happening et des sketchs. L'émission a notamment reçu Léna Situations, Squeezie, Inoxtag, Cyprien, Kev Adams et Mcfly et Carlito. Le plateau de l’émission est inspiré de celui de Jimmy Fallon. En juin 2023, les rediffusions des épisodes sur YouTube ont été visionnées 21 millions de fois.
Malgré des débuts compliqués du fait de son humour loufoque, l'émission a su convaincre son public grâce à son autodérision. Maxime Biaggi cite Louis de Funès, Les Robins des Bois ou encore Les Nuls, parmi ses références. Les blagues sont souvent enchaînées rapidement et sont pour la plupart des références à des memes ou en rapport avec l'invité[source secondaire nécessaire].

## Historique
L'épisode pilote ainsi que le premier épisode de la saison 1 ne sont pas disponibles en VOD, contrairement à tous les autres épisodes de l'émission.

### Saison 1
L'émission est dévoilée le 23 octobre 2021, et débute 2 jours après. Maxime Biaggi est d'abord accompagné par YassEncore, qui décide par la suite de se retirer du projet. À partir de l'épisode 2, Grimkujow devient co-présentateur.
Un épisode est généralement découpé en plusieurs séquences, d'abord une introduction suivie d'une interview ou d'une activité.
À partir de l'épisode 10, une musique produite par Seybil et Lekzu fait son apparition. Elle deviendra la musique de fin de live, puis d'introduction lors de la saison 2.
Les mentions à Popcorn, une autre émission francophone populaire sur Twitch diffusée le mardi soir, est devenu l'un des running gag de l'émission[source secondaire nécessaire].
| Épisode | Date             | Invité                      | Apparitions secondaires                                                   |
| ------- | ---------------- | --------------------------- | ------------------------------------------------------------------------- |
| Pilote  | 25 octobre 2021  | Terracid                    | GregMMA                                                                   |
| 1       | 8 novembre 2021  | Cyrus North                 | Léo-Paul, Fred Musa                                                       |
| 2       | 22 novembre 2021 | Luciole                     | Zack Nani, Mégane Choquet, Elian "Bezigue", Hugo "Soulstealer"            |
| 3       | 6 décembre 2021  | RebeuDeter                  | Léo Paul, Tristan Archer, Marc Mercier, Sefy, Hugo "Soulstealer"          |
| 4       | 14 février 2022  | Chap                        | Orion Crew, Hugo "Soulstealer", Joel "PostBad"                            |
| 5       | 28 février 2022  | Léopold Le Marchand         | Flygoow, Léa Dekens "La Chouette Céramique", Elian "Bezigue"              |
| 6       | 14 mars 2022     | Mehdi Maïzi                 | Cortex, Hugo "Soulstealer", Elian "Bezigue", Pandrezz, KronoMuzik, Ronare |
| 7       | 4 avril 2022     | Mister MV                   | Vinz Magicien, Terracid, Elian "Bezigue", Félicien Taris                  |
| 8       | 18 avril 2022    | Djilsi                      | Dorian Tudeau, Theorus, Madroz                                            |
| 9       | 2 mai 2022       | Monsieur Poulpe             | Sakor "LRB", Tinms, Elian Ventre, Hugo "Soulstealer"                      |
| 10      | 16 mai 2022      | Etoiles                     | Theorus, Remeli, Terracid, Hugo "Soulstealer", Hairtist                   |
| 11      | 30 mai 2022      | Joyca                       | La dame avec son chien                                                    |
| 12      | 13 juin 2022     | Freddy Gladieux             | Aurélien Préveaux, Anis Rhali                                             |
| 13      | 27 juin 2022     | Cacabox (Theorus et Remeli) | Hugo "Soulstealer", Anne-Lise Bartender, Tanguy Penin, Winnterzuko        |

### Saison 2
À l'occasion de cette nouvelle saison, Zen se renouvelle, adoptant à travers un nouveau plateau inspiré des talk-shows à l'américaine, une direction artistique ciblée, moins dispersée que la première saison. permettant ainsi d'allier l'humour loufoque et la culture du flop qui définissent Zen dans les premiers épisodes, à un humour plus tranchant avec des blagues plus directes. De plus, l'émission décide dans cette 2e saison de faire participer l'invité du début jusqu'à la fin de l'émission. L'ajout d' une partie interview permet l'introduction de nombreux happenings.
Un épisode se divise donc en plusieurs parties comme en première saison; il y a d'abord une courte introduction, puis l'interview qui est la plus grosse partie de l'émission, une séquence nommée le "jeu coolos" et enfin, au début de la saison une activité appelée le zen space. La partie interview est elle-même scindée en plusieurs parties qui sont, dans l'ordre: "invité chicos", "interview à thème", "flopkushow", et les "questions mystères".
| Épisode | Date              | Invité             | Apparitions secondaires                                                                                        |
| ------- | ----------------- | ------------------ | --- |
| 1       | 15 septembre 2022 | Bigflo             | Léopold Le Marchand                                                                                            |
| 2       | 30 septembre 2022 | Cyprien            | Cortex |
| 3       | 14 octobre 2022   | Kameto             | Trayton, Wao, Saken, Alderiate                                                                                 |
| 4       | 25 octobre 2022   | Feldup             | |
| 5       | 8 novembre 2022   | Billy (RebeuDeter) | Sefy |
| 6       | 22 novembre 2022  | Terracid           | |
| 7       | 6 décembre. 2022  | Inoxtag            | Billy "RebeuDeter", Kameto                                                                                     |
| 8       | 10 janvier 2023   | Mcfly et Carlito   | |
| 9       | 24 janvier 2023   | Maskey             | Ziak |
| 10      | 7 février 2023    | KronoMuzik         | ? |
| 11      | 21 février 2023   | Léna Situations    | ? |
| 12      | 7 mars 2023       | Théodort           | ? |
| 13      | 21 mars 2023      | Freddy Gladieux    | ? |
| 14      | 4 avril 2023      | Kev Adams          | ? |
| 15      | 18 avril 2023     | Seb                | ? |
| 16      | 16 mai 2023       | Mister V           | Bianca Costa                                                                                                   |
| 17      | 30 mai 2023       | Joyca              | ? |
| 18      | 13 juin 2023      | Djilsi             | André Bouchet                                                                                                  |
| 19      | 26 juin 2023      | Squeezie           | Feldup, Bigflo, Ziak, winnterzuko, Keen'V, Houdi, web7, KronoMuzik, Léopold Le Marchand, Seb, Djilsi, Théodort |

La dernière émission de la saison est organisée en public au Zénith de Paris où plus de 5 000 personnes sont réunies. L'invité de cette émission est Squeezie. L'émission est suivie par 170 000 personnes en moyenne,.

### Saison 3
La saison 3 est annoncée lors de la dernière émission de la saison 2 en tant que saison finale de l'émission.
Au début de la saison 3, le plateau de Zen fait peau neuve, et voit l'ajout d'un mince public qui interviendra épisodiquement dans l'émission (notamment le personnage de JC qui devient récurrent et est très aimé du public). Le jeu coolos laisse place au milieu de la saison à des courts-métrages plus produits faisant souvent références à des films ou séries déjà existants.
| Épisode | Date              | Invité         |
| ------- | ----------------- | -------------- |
| 1       | 18 septembre 2023 | Soso Maness    |
| 2       | 3 octobre 2023    | Ahmed Sylla    |
| 3       | 17 octobre 2023   | Tibo InShape   |
| 4       | 6 novembre 2023   | Fabrice Éboué  |
| 5       | 20 novembre 2023  | Maghla         |
| 6       | 4 décembre 2023   | Jérôme Niel    |
| 7       | 22 janvier 2024   | Kerchak        |
| 8       | 5 février 2024    | Gotaga         |
| 9       | 19 février 2024   | Hugo Travers   |
| 10      | 4 mars 2024       | Domingo        |
| 11      | 18 mars 2024      | Doigby         |
| 12      | 8 avril 2024      | Mastu          |
| 13      | 22 avril 2024     | Samuel Étienne |
| 14      | 6 mai 2024        | Natoo          |
| 15      | 27 mai 2024       | Théodort       |
| 16      | 10 juin 2024      | Vald           |
| 17      | 24 juin 2024      | Malik Bentalha |
| 18      | 15 novembre 2024  | Éric et Ramzy  |

Le 15 novembre 2024 a eu lieu la dernière émission de Zen, en public devant 12 000 personnes à l'Accor Arena, avec comme invités principaux Éric et Ramzy. Elle est diffusée sur Twitch et FranceTV Slash,. Elle a été ensuite diffusée le lendemain soir sur France 2.